# Polhillia canescens
Polhillia canescens är en ärtväxtart som beskrevs av Charles Howard Stirton. Polhillia canescens ingår i släktet Polhillia och familjen ärtväxter. Inga underarter finns listade i Catalogue of Life.